# آمتامین
آمتامین (به انگلیسی: Amthamine) با فرمول شیمیایی C6H11N3S یک ترکیب شیمیایی با شناسه پاب‌کم 150905 است. که جرم مولی آن ۱۵۷٫۲۳۶ گرم بر مول می‌باشد. 